# Hieracium leucodaedalum
Hieracium leucodaedalum es una especie de planta con flor del género Hieracium, de la familia Asteraceae, orden Asterales.

## Distribución
Hieracium leucodaedalum se distribuye por Suecia.

## Taxonomía
Fue descrita científicamente por (Dahlst. ex Zahn) Dahlst. ex Johanss. y Sam.
Tratamiento taxonómico
La especie aparece registrada en una sección de la publicación Dalarn. Hierac. Vulg.